# Tennisball

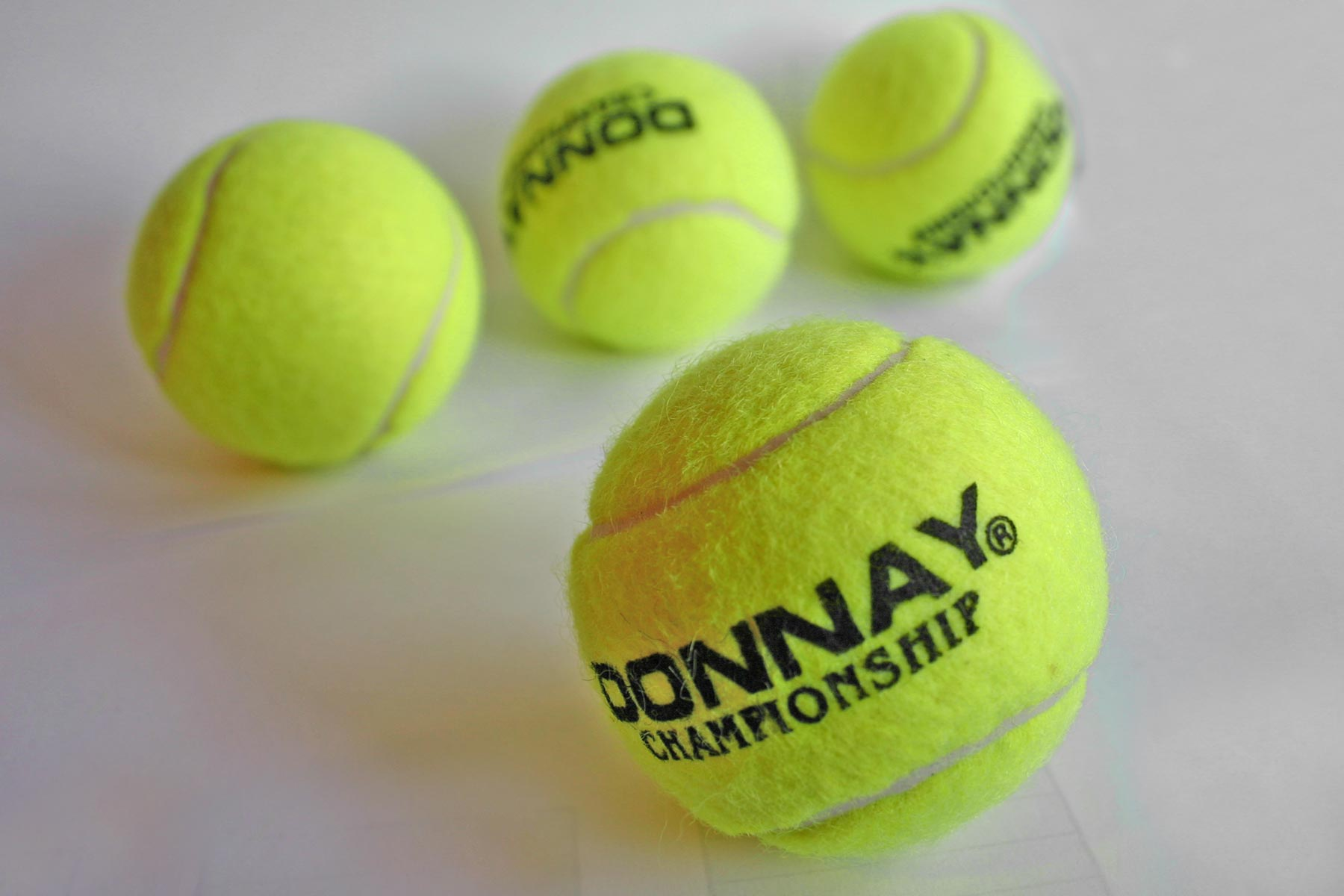
Tennisbälle

Der Tennisball ist das Spielgerät, mit dem Tennis gespielt wird. Er wird mit Hilfe der Tennisschläger gespielt.

## Geschichte
Bereits beim direkten Vorläufer des heutigen Tennis, dem sogenannten Lawn Tennis, das sich ab 1870 von Großbritannien aus verbreitete, wurden Bälle aus massivem Naturkautschuk verwendet, auf die eine Stoffschicht aus Flanell aufgenäht wurde. Später stellte sich heraus, dass Bälle mit einem hohlen Kern, mit komprimiertem Gas gefüllt, über bessere Spieleigenschaften verfügten. Dazu wurde bei der Herstellung die Außenhaut in Kleeblattform aus Kautschuk ausgestanzt, in kugelförmige Behälter gegeben und mit einer Chemikalie gefüllt. Diese Chemikalie bildete beim anschließenden Erhitzen im Ofen Gas, was dazu führte, dass im Ballkern ein Überdruck entstand. Da jedoch die derart hergestellten Bälle sich stark in ihren Eigenschaften unterschieden, wurde nach und nach das moderne Herstellungsverfahren entwickelt.

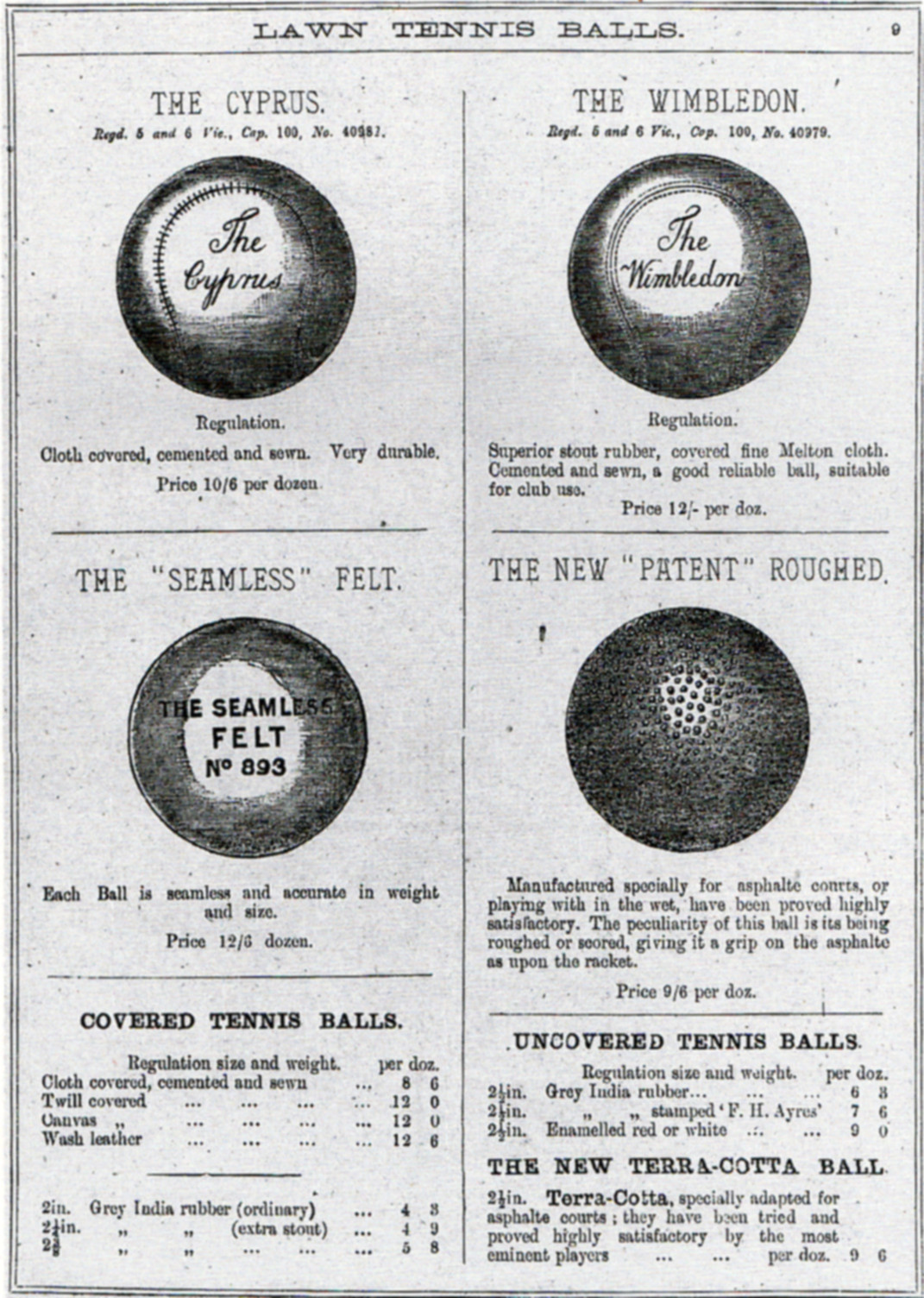
Werbung für Tennisbälle, 19. Jahrhundert

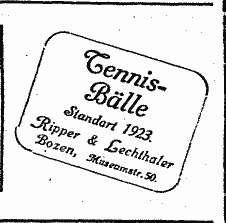
Werbung für Tennisbälle in den Bozner Nachrichten, 1923

Früher waren Tennisbälle, je nach dem Belag des Spielfelds, meist schwarz oder weiß. Nachdem Forscher (um Martin Sklorz) der TU Braunschweig herausgefunden hatten, dass Bälle in diesen Farben nicht optimal beim peripheren Sehen wahrgenommen werden, forschten sie an möglichen Alternativen. Die heute verwendete gelbe Farbe stellte sich dabei als deutlich vorteilhafter dar. Sie wird nicht nur durch die Spieler besser gesehen; auch bei Fernsehübertragungen ist der Kontrast zum Spielfeld höher und die Bälle dadurch besser zu erkennen. 1970 wurde der gelbe Ball zum ersten Mal bei der Deutschen Tennis-Meisterschaft vorgestellt, 1972 wurde er dann ins Regelwerk der International Tennis Federation (ITF) übernommen. Bei den Wimbledon Championships wurde trotzdem bis 1986 ausschließlich mit weißen Bällen gespielt.

## Spezifikation
Die Tennisregeln der International Tennis Federation (ITF) schreiben für Bälle folgendes vor:
- Die äußere Hülle des Balles muss gleichförmig und nahtlos, seine Farbe weiß oder gelb/grün sein.
- Der Ball muss eine Masse von mehr als 56,7 g und weniger als 58,5 g aufweisen.
- Der Durchmesser muss mehr als 6,54 cm und weniger als 6,86 cm betragen.
- Es gibt mehrere spezifizierte Ballarten. Jeder Ball muss eine Sprunghöhe von mehr als 135 cm und weniger als 147 cm aufweisen, wenn er aus einer Höhe von 254 cm auf eine ebene, harte Fläche, z. B. Beton, fallen gelassen wird.

Dann folgen noch Regeln zu Ballarten auf verschiedenen Platzarten.

## Herstellungsverfahren
Der Ball ist von einer dicht verwobenen und strapazierfähigen Filzschicht umgeben. Diese besteht aus einem Gemisch von Schafswolle und Nylon, das zu einem Garn gesponnen und anschließend mit einem Baumwollfaden verwoben wird. Der Filz entsteht dadurch, dass die Fasern im Anschluss an eine Imprägnierung gekürzt werden. Um die gewünschte Festigkeit zu erhalten, wird der Filz unter Zugspannung getrocknet. Nachdem die Rückseite mit einem Heißkleber beschichtet wurde, werden nun pro Ball zwei hundeknochenförmige Stücke aus dem Filz herausgeschnitten, auf die Gummiblase des Balls geklebt und getrocknet. Die abschließende Bedampfung sorgt dafür, dass sich der Filz aufbauscht.
Die sich unter dem Filz befindende Gummiblase, auch Ballkern genannt, besteht aus Naturgummi und bis zu elf verschiedenen Chemikalien, u. a. Tonerde, Quarz, Schwefel, Zinkoxid und Magnesiumkarbonat. Diese Grundstoffe werden in sogenannten Extrudern unter ständigem Kneten und bei hoher Temperatur vermengt, so dass eine homogene Masse entsteht. Diese verlässt die Maschine in Form eines Stranges, welcher in die für einen Ball notwendigen Portionen geschnitten wird. Diese so genannten Pellets werden in Formen zu halbkugelförmigen Schalen gepresst und vulkanisiert, um die Masse elastisch zu machen. Die Halbkugeln werden nun unter Hitze miteinander zu einer Hohlkugel, dem Ballkern, verklebt. Im Falle der Druckbälle werden die Kernhälften unter Überdruck – häufig wird Stickstoff verwendet – zusammengefügt, drucklose Bälle dagegen werden unter Normaldruck verklebt.
Weltweit werden jährlich auf diese Weise rund 240 Millionen Tennisbälle hergestellt.

## Druckbälle
Bei der Herstellung eines kleinen Druckballs wird die Gummiblase mit Gas (1,6 bis 2,2 bar Überdruck) gefüllt, um damit die Sprungeigenschaft zu verbessern. Mit der Zeit entweicht das Gas, und die Sprungstärke nimmt ab, so dass die Bälle häufig ausgetauscht werden müssen. Um das Gas nicht vor dem ersten Spiel entweichen zu lassen, werden die Bälle in einer luftdichten Dose gelagert, in der derselbe Druck herrscht wie innerhalb des Balls. Ein Ball wird auf Sprungkraft getestet, indem er aus einer Höhe von 254 cm (100 Zoll) auf Beton fallen gelassen wird; eine Sprunghöhe zwischen 135 und 147 cm (53 und 58 Zoll) ist akzeptabel, wenn der Test auf Meereshöhe und bei 20 °C (68 °F) mit einer relativen Luftfeuchtigkeit von 60 % stattfindet; Bälle für große Höhen haben andere Eigenschaften, wenn sie auf Meereshöhe getestet werden. Bälle, die für den Einsatz in großen Höhen bestimmt sind, haben einen niedrigeren Anfangsdruck.
Im Wettkampfbereich wird bis auf wenige Ausnahmen mit Druckbällen gespielt. Bei Profiturnieren werden die Bälle nach einem festgelegten Rhythmus von 7 bis 9 Spielen innerhalb eines Matches ersetzt. Geht ein Ball zu einem frühen Zeitpunkt verloren, dann wird er nicht durch einen neuen Ball ersetzt, sondern durch einen, mit dem vor dem Match die absolvierte Zahl an Spielen seit dem letzten Austausch gespielt wurde. So ist gewährleistet, dass alle sich zu einem Zeitpunkt im Match befindlichen Bälle dieselbe Anzahl an Spielen und damit ähnliche Sprungeigenschaften aufweisen.

## Drucklose Bälle
Bei der Herstellung der drucklosen Bälle werden die zwei Gummihälften einfach zusammengesetzt. Luftzusammensetzung und -druck im Ballinneren entsprechen also den Umgebungsbedingungen bei der Produktion. Im Gegensatz zum Druckball werden die Sprungeigenschaften des drucklosen Balls allein durch die Gummizusammensetzung, welche die Elastizität bestimmt, und über die Wandstärke des Balls bestimmt. Da kein Druckverlust entstehen kann, bleiben die Sprung- bzw. Spieleigenschaften wesentlich länger erhalten als bei Druckbällen. Drucklose Bälle müssen erst ausgetauscht werden, wenn das Gummimaterial unter den starken Verformungsbelastungen ermüdet ist und die Spannkraft nachlässt. Bis der Filz abgenutzt sein sollte, ist der Ball schon lange nicht mehr im üblichen Sinne spielbar. Nachteil der drucklosen Bälle ist eine meist härtere Sprungeigenschaft.

## Stage-Bälle

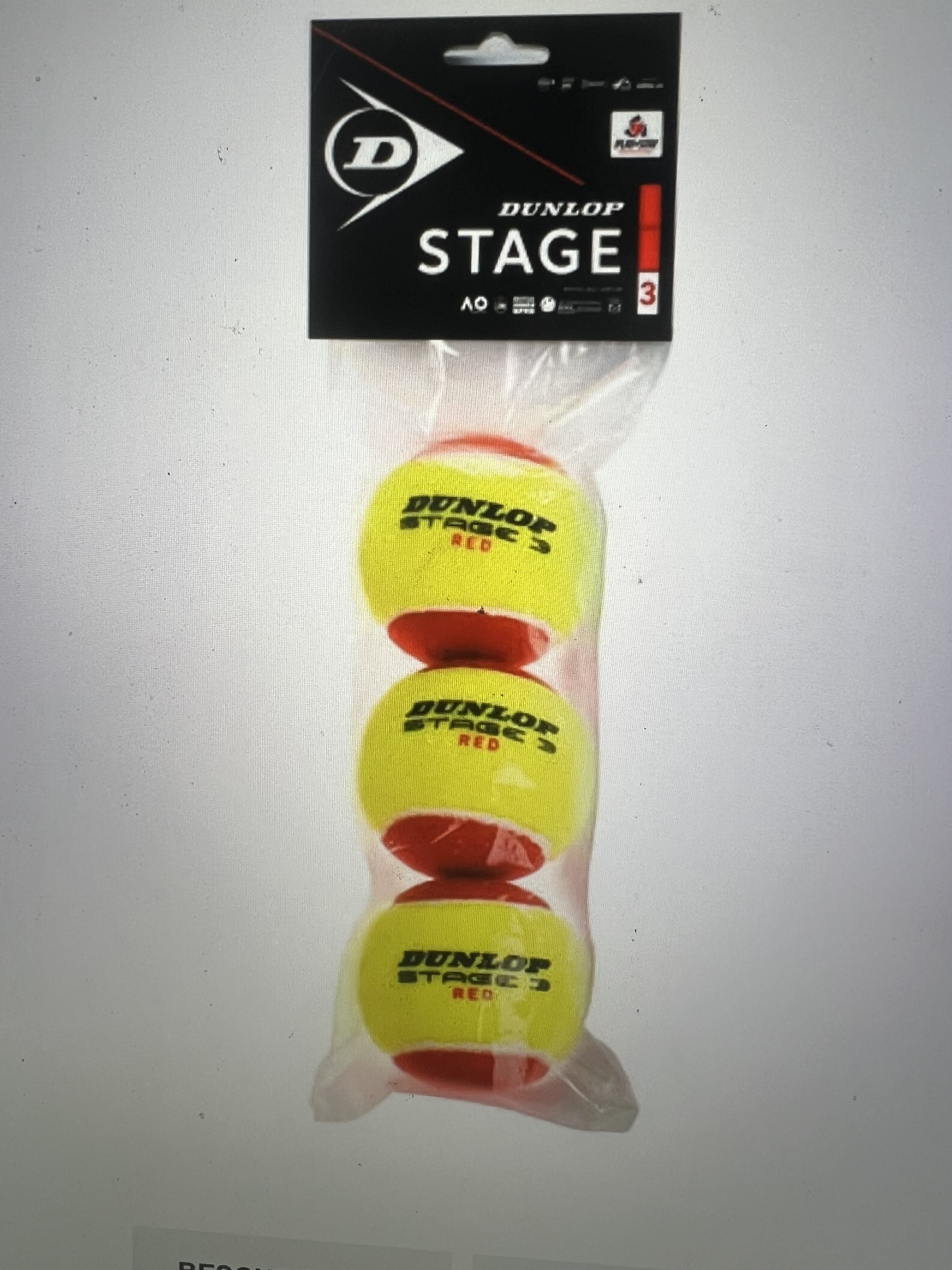
Tennisbälle Stage-3

Stage-Tennisbälle (auch: „Methodikbälle“) haben ein geringeres Gewicht und einen größeren Durchmesser. Zudem wurde der Balldruck angepasst. Es werden drei verschiedene Stage-Tennisbälle (stage: deutsch Phase, Stufe, Level) angeboten:
- Stage-3-Bälle sind rot gekennzeichnet, der Druck wurde um 75 % reduziert, der Durchmesser beträgt 7,5 cm.
- Stage-2-Bälle sind orange gekennzeichnet, der Druck wurde um 50 % reduziert, der Durchmesser beträgt 6,2 cm.
- Stage-1-Bälle sind grün gekennzeichnet, der Druck wurde um 25 % reduziert.

Die Bälle fliegen wesentlicher langsamer und weniger weit. Sie können deshalb auf dem Kleinfeld und Midcourt verwendet werden und können Kinder und Jugendliche leichter an den Tennissport heranführen. Die Stage-Tennisbälle wurden im Rahmen des Play & Stay-Konzeptes in Deutschland populär. Stage-3 ist für Kinder im Alter von 6–8 Jahren, Stage-2 für Kinder im Alter von 9–11 Jahren und Stage–1 für Kinder im Alter von 12–14 Jahren geeignet. Sie entsprechen den ITF-Regularien. Für Kinder im Alter von 3–5 Jahren sind Schaumstoffbälle erhältlich.

## Blinden-Tennisbälle
Der Blinden-Tennisball besteht aus einem weichen Schaumstoff und ist ca. 10 cm groß. In der Mitte befindet sich ein Kunststoffkern mit rasselnden Metallstäben. Die Bälle bieten durch die Rasselgeräusche eine akustische Orientierung der Flugkurve und gute Treffmöglichkeit. Je nach Helligkeit/Kontrast von Platz und Rückwand wählt man zwischen gelben und schwarzen Bällen. 1984 entwickelte  der blinde japanische Schüler Miyoshi Takei (1968–2011) den Tennisball für Blindentennis.

## Marken
Bekannte Tennisball-Marken sind Babolat, Donnay, Dunlop, Head, Tecnifibre,  Tretorn, Wilson. Im früheren Ostblock spielte man mit Kobold aus der DDR, Optimit aus der Tschechoslowakei oder Stomil aus Polen.